# Bar/None Records
Bar/None Records  es una compañía discográfica independiente estadounidense fundada en 1986 por Tom Prendergast y por el vocalista y líder del grupo de rock: The Individuals, Glenn Morrow, en la cual Tom anteriormente laboro en una estación de radio ligado a la piratería.
El primer trabajo de la discográfica fue del grupo de rock They Might Be Giants con su álbum Lincoln que logró vender más de 100,000 copias.

## Algunos artistas de la discográfica
- Alex Chilton (The Box Tops, Big Star)
- Architecture in Helsinki
- Ben Vaughn
- Happyness
- Kevin Barnes (Of Montreal)
- Of Montreal
- Shrimp Boat
- The Spinto Band
- They Might Be Giants